# Рара

Ра

Рара, ਰ — (произносится с восходящим тоном, в.-пандж. ਰਾਰਾ) — тридцать вторая буква алфавита гурмукхи, обозначает альвеолярный дрожащий согласный /r/. В орфографии некоторых слов сохранилась подписная «Ра», например слово «санскрит» — ਸੰਸਕ੍ਰਿਤ.

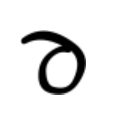
Рукописная ра
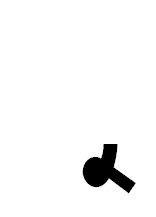
Подписная ра

## Сравнения и омоглифы
- Чокар — চ
- Тхакарам — ഥ
- Имманна — ம.